# Раскин (Флорида)
Раскин (англ. Ruskin) — статистически обособленная местность, расположенная в округе Хилсборо (штат Флорида, США) с населением в 8321 человек по статистическим данным переписи 2000 года.

## География
По данным Бюро переписи населения США статистически обособленная местность Раскин имеет общую площадь в 39,89 квадратных километров, из которых 36,78 кв. километров занимает земля и 3,11 кв. километров — вода. Площадь водных ресурсов округа составляет 7,8 % от всей его площади.
Статистически обособленная местность Раскин расположена на высоте 1 м над уровнем моря.

## Демография
| Год переписи        | Нас. |  | %±    |
| ------------------- | ---- |  | ----- |
| 1960                | 1894 |  | —     |
| 1970                | 2414 |  | 27,5% |
| 1980                | 5117 |  | 112%  |
| 1990                | 6046 |  | 18,2% |
| 2000                | 8321 |  | 37,6% |
| 1960–2000 Источник: |      |  |       |

По данным переписи населения 2000 года в Раскинe проживало 8321 человек, 2074 семьи, насчитывалось 2963 домашних хозяйств и 3603 жилых дома. Средняя плотность населения составляла около 208,6 человек на один квадратный километр. Расовый состав населённого пункта распределился следующим образом: 80,69 % белых, 1,23 % — чёрных или афроамериканцев, 0,62 % — коренных американцев, 0,43 % — азиатов, 0,13 % — выходцев с тихоокеанских островов, 2,04 % — представителей смешанных рас, 14,85 % — других народностей. Испаноговорящие составили 36,73 % от всех жителей статистически обособленной местности.
Из 2963 домашних хозяйств в 29,8 % воспитывали детей в возрасте до 18 лет, 53,6 % представляли собой совместно проживающие супружеские пары, в 10,5 % семей женщины проживали без мужей, 30,0 % не имели семей. 23,9 % от общего числа семей на момент переписи жили самостоятельно, при этом 11,6 % составили одинокие пожилые люди в возрасте 65 лет и старше. Средний размер домашнего хозяйства составил 2,79 человек, а средний размер семьи — 3,28 человек.
Население статистически обособленной местности по возрастному диапазону по данным переписи 2000 года распределилось следующим образом: 26,5 % — жители младше 18 лет, 9,6 % — между 18 и 24 годами, 26,8 % — от 25 до 44 лет, 21,1 % — от 45 до 64 лет и 16,1 % — в возрасте 65 лет и старше. Средний возраст жителей составил 35 лет. На каждые 100 женщин в Раскинe приходилось 104,1 мужчин, при этом на каждые сто женщин 18 лет и старше приходилось 102,9 мужчин также старше 18 лет.
Средний доход на одно домашнее хозяйство статистически обособленной местности составил 28 228 долларов США, а средний доход на одну семью — 32 404 доллара. При этом мужчины имели средний доход в 25 787 долларов США в год против 20 817 долларов среднегодового дохода у женщин. Доход на душу населения статистически обособленной местности составил 28 228 долларов в год. 10,6 % от всего числа семей в населённом пункте и 17,1 % от всей численности населения находилось на момент переписи населения за чертой бедности, при этом 20,9 % из них были моложе 18 лет и 11,7 % — в возрасте 65 лет и старше.